# Фототеодоліт
Фототеодоліт (англ. phototheodolite; нім. Phototheodolit m) — прилад, призначений для визначення розмірів, форми і положень перетнутої місцевості, кар'єрів, інж. споруд, ін. об'єктів за допомогою фотографічної зйомки. Складається з теодоліту і фотокамери. Для вивчення об'єктів, які швидко рухаються, застосовують кінофототеодоліти.
Високоточні теодоліти біл. «ВИСМУТИН» знаходяться на космодромі «Байконур» .